# Ri Hyon-song
Ri Hyon-song ((리현성?, 李賢成?); 23 dicembre 1992) è un calciatore nordcoreano, centrocampista del Rimyongsu.